# 香港鬥獸棋
香港鬥獸棋，是2012年出現在香港市場的鬥獸棋變體，以名稱的谐音喻意、吃法的弱肉強食來比喻香港時弊

## 棋具
- 棋盤格式同於鬥獸棋，差別僅在名稱不同。
  - 獸穴分稱為西九、中環。

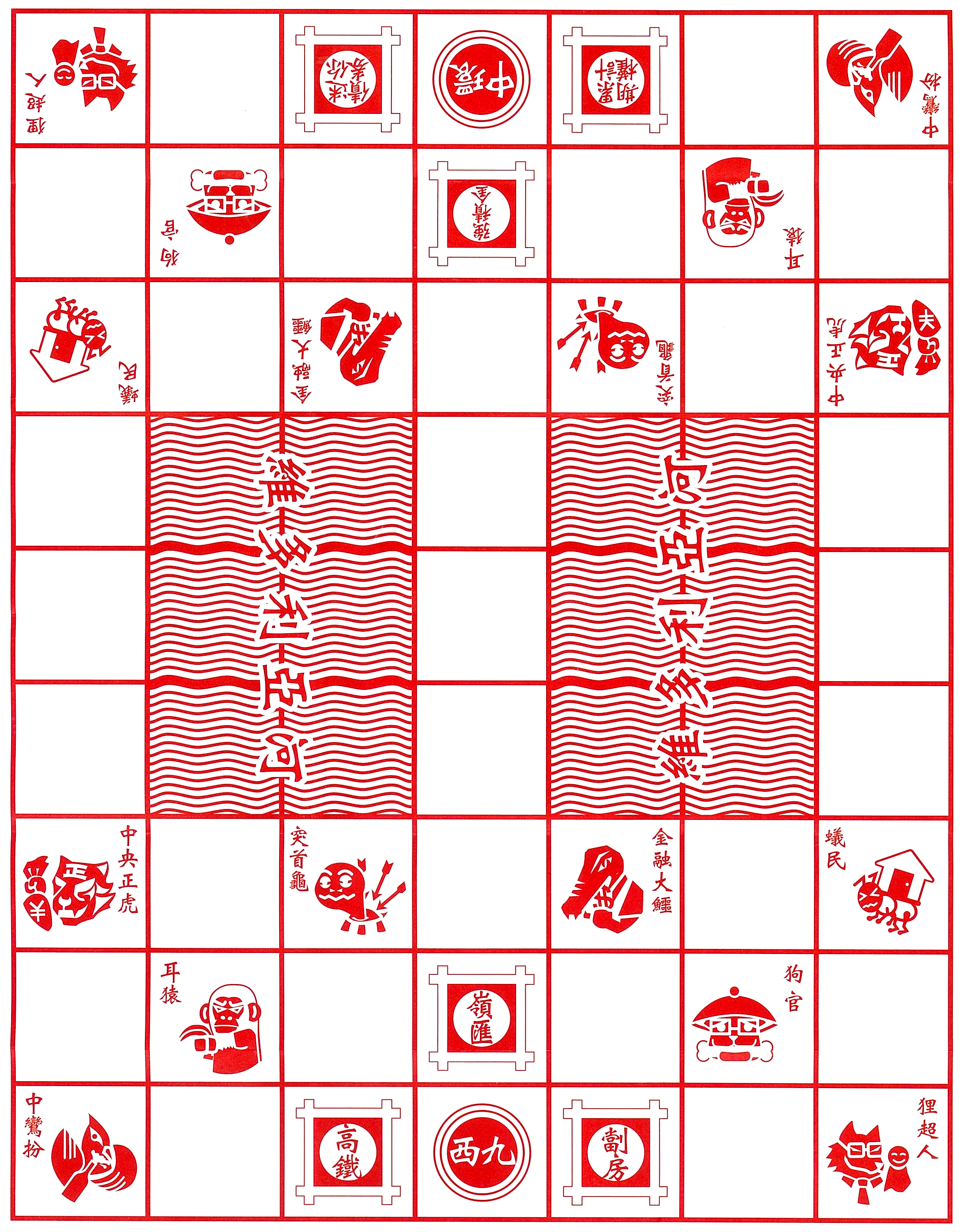
香港鬥獸棋棋盤

  - 西九左、上、右的陷阱，分稱為高鐵、嶺匯、劏房；中環左、上、右的陷阱，分稱為累計期權、強積金、迷你債券。
  - 小河稱為維多利亞河。
  - 棋子起始位置名稱改為香港鬥獸棋棋子名。

- 棋子有八種，為中央正虎、狸超人、中鸞扮、金融大鱷、突首龜、狗官、耳猿、蟻民，分別取代原位的象、獅、虎、豹、狼、狗、貓、鼠，各方一種一枚[6]。

## 規則
- 初始布置後，雙方輪流移動一枚己方棋子至空處或可吃的敵棋處。有一般移動或特別移動兩種，任何移動都不能至己方的獸穴。
  - 一般移動為朝縱或橫向至鄰邊格。除金融大鱷、突首龜外，其餘不能進出小河。
  - 特殊移動稱為跳河，棋子能以規定方向，跳過中途沒有其他棋子的小河，並可以此吃對岸同或低階的敵棋。
- 除特殊能力的吃法外，棋子吃法為階級吃子：棋子可移動至低等、同等的敵棋處，將該敵棋移除。
  - 任何棋子可吃在己方陷阱的任何階敵棋。
- 以先至敵方獸穴或消滅所有敵棋為勝[6]。

| 階級高低 | 棋子名稱 | 特殊能力                                                       | 規則書註解                                                                     |
| -------- | -------- | -------------------------------------------------------------- | ------------------------------------------------------------------------------ |
| 1        | 中央正虎 | 縱或橫向跳河。                                                 | 生於北方的猛虎，生性兇殘，擅鬥，攻擊以擋為先，獨霸神州。                       |
| 2        | 狸超人   | 橫向跳河。                                                     | 生性貪得無厭，惡勢力遍佈衣食住行，舔盡一分一毫。                               |
| 3        | 中鸞扮   | 縱向跳河。                                                     | 來自北方的候鳥，隱居在極西之地。來去無蹤，適當時候便扮晒嘢（裝蒜）出來指指點點。 |
| 4        | 金融大鱷 | 離開小河、小河內移動時，可吃任何階敵棋；進入小河時則不能吃子。 | 身分神秘，以造市為樂，全職掠水（搶錢）。                                       |
| 5        | 突首龜   | 進出小河、小河內移動皆不可吃子。                               | 天生無能，膽小怕事。常縮在龜殼中，從不「突首」，從不表態，從不發聲。           |
| 6        | 狗官     | 無                                                             | 品種罕見，毫無本領，終日搖頭擺尾。                                             |
| 7        | 耳猿     | 無                                                             | 種類繁多，分群分族。閒時愛掟蕉、午睡或「隱形」，部分以成功爭取小恩小惠為傲。   |
| 8        | 蟻民     | 蟻民與中央正虎可互吃。                                         | 數量眾多，體積小，聲音細，每逢七一擁上地面，壯大聲勢，表達訴求。               |